# Pezzaze
Pezzaze är en ort och kommun i provinsen Brescia i regionen Lombardiet i Italien. Kommunen hade 1 492 invånare (2018).